# Meister des Jouvenel des Ursins
Jouvenel-Meister, Jouvenel-Maler oder Meister des Jouvenel des Ursins ist ein Notname für einen in der Mitte des 15. Jahrhunderts tätigen französischen Buchmaler. Seine Arbeiten sind zwischen 1447 und 1460 nachweisbar. Er ist nach einer Abschrift des Mare historiarum von Giovanni Colonna benannt, die er für den Kanzler von Frankreich, Guillaume Jouvenel des Ursins, unter Mitarbeit verschiedener Kollaboratoren illuminierte.

## Identifizierungsversuche
Es gibt verschiedene, umstrittene Versuche, den Jouvenel-Meister mit namentlich bekannten Künstlern zu identifizieren, so mit André d’Ypres, dem Vater von Colin d’Amiens, oder mit Coppin van Delft. Früher sah die Forschung die Arbeiten des Jouvenel-Malers als Jugendarbeiten von Jean Fouquet an, von dieser Sichtweise ist man inzwischen abgerückt. Die erste umfassende Händescheidung in der lange als jeunesse de Fouquet zusammengefassten Stilgruppe hat Eberhard König vorgelegt, der sowohl den Jouvenel-Meister als auch dessen jüngeren Mitarbeiter, den Maler des Genfer Boccaccio schlüssig konturieren und nach Angers lokalisieren, sowie weitere Künstlerpersönlichkeiten ausgehend von der namengebenden Handschrift isolieren konnte.
Zuletzt wurde diese These durch den Erwerb eines Stundenbuchs bestätigt, in dem neben Miniaturen des Jouvenel Meisters eine der frühesten bekannten Miniaturen von Fouquets Hand zu finden ist. Ein weiteres Hauptwerk des Malers, das sogenannte Stundenbuch der Jeanne de France, ehemals Martin Le Roy, wurde 2012 von der Bibliothèque nationale erworben.